# Pcelino, Dobrici
Pcelino (în bulgară Пчелино, în română Kioseler) este un sat în comuna Dobricika, regiunea Dobrici, Dobrogea de Sud, Bulgaria. 
Între anii 1913-1940 a făcut parte din plasa Ezibei a județului Caliacra, România.

## Demografie
Componența etnică a satului Pcelino
     Turci (22,38%)
     Bulgari (45,23%)
     Romi (31,9%)
     Nicio identificare (0,47%)
La recensământul din 2011, populația satului Pcelino era de 210 locuitori. Nu există o etnie majoritară, locuitorii fiind bulgari (45,23%), romi (31,9%) și turci (22,38%). Pentru 0,47% din locuitori nu este cunoscută apartenența etnică.